# Manuel Araya Díaz
Manuel Enrique Araya Díaz (Santiago, 8 de mayo de 1948-Ibidem, 4 de julio de 1994) fue un futbolista chileno, se desempeñaba como arquero.

## Trayectoria
Dotado de excelentes reflejos, manos seguras. Tenía una personalidad exuberante, inteligente y despierta, aunque era introvertido al estar fuera de la cancha. Fue quizás una de los mejores arqueros y más simpáticos de la historia del fútbol chileno.
Se inició en las inferiores de Colo-Colo, club en el que debutó el 30 de junio de 1968 frente a Santiago Morning. En el club del cacique estuvo desde 1968 hasta 1971, disputando 66 encuentros en 4 temporadas. Fue titular en la obtención del título de Primera División de Chile 1970, jugando Copa Libertadores. Trató de seguir en el club popular, pero diferencias con dirigentes lo impidieron.
Después de un breve paso por Lota Schwager, en donde fue sancionado por 8 fechas tras una expulsión, pasó a Palestino en 1973, en donde se podría decir vivió sus mejores temporadas. En el cuadro árabe fue campeón de Copa Chile en 1975 y 1977. Además fue partícipe de la obtención del Campeonato Nacional de 1978.
Disputó 3 Copa Libertadores en 1976, 1978 y 1979, en la edición de 1979 mantuvo su valla invicta por más de 510 minutos que sigue siendo récord en dicho torneo. Estuvo 44 fechas invicto, entre 1977 y 1978, marca récord que permanece vigente hasta hoy. En el Club de Colonia compartió camarín con Elías Figueroa, Oscar Fabbiani, Sergio Messen, Rodolfo Dubó, Manuel Rojas, entre otros futbolistas.
Luego pasaría a Naval de Talcahuano en donde el club cumple sus mejores actuaciones en Primera División llegando a disputar la Liguilla de Copa Libertadores en 1981 y 1982, compartiendo con jugadores como Jorge “Mortero” Aravena, Óscar “Jurel” Herrera, Marcelo Pacheco, Jorge Rodríguez, y Juan Soto, entre otros.
Pasó también por Aviación, pero volvió finalmente a Palestino en 1985 en donde disputa la final del Campeonato de Apertura, en donde cae derrotado por Colo-Colo 1-0 en el Estadio Santa Laura. A fines de ese año se retira del fútbol profesional, mantuviéndose un par de años jugando a nivel amateur en equipos de Alemania y Estados Unidos.
Tiene muchas anécdotas memorables, como el entrar disfrazado de árabe cuando defendía el arco de Palestino, sentarse en el travesaño del arco a observar el partido cuando se aburría o cuando entró con una camisa de fuerza a la Noche Alba de 1994.
En los siguientes años disputó Torneos de Futsal, en diversos escenarios como el Teatro Caupolicán, que era transmitidos por televisión abierta.
Aquejado por problemas familiares, a causa de su divorcio y la lejanía con sus hijos (vivían en Como, Italia). Se disparó en el pecho con una Taurus Calibre 38 la noche del lunes 4 de julio de 1994.

## Selección nacional
Fue seleccionado chileno en varias ocasiones, pero renunciaba a causa de su negativa a las reglas y normas de comportamiento. Solo disputó 2 partidos en 1979, ambos frente a Ecuador, recibiendo dos goles.

#### Partidos internacionales
| 1     | 13 de junio de 1979 | Estadio Nacional, Santiago, Chile  | Chile      | 0-0 | Ecuador |   |  | Luis Santibáñez | Amistoso |
| 2     | 21 de junio de 1979 | Estadio Modelo, Guayaquil, Ecuador | Ecuador    | 2-1 | Chile   |   |  | Luis Santibáñez | Amistoso |
| Total | Total               | Total                              | Presencias | 2   | Goles   | 0 |  |                 |          |

| Selección chilena | Selección chilena | Selección chilena |
| Año               | Partidos          | Goles             |
| ----------------- | ----------------- | ----------------- |
| 1979              | 2                 | 0                 |
| Total             | 2                 | 0                 |

## Clubes
| Club                | País  | Año       |
| ------------------- | ----- | --------- |
| Colo Colo           | Chile | 1968-1971 |
| Lota Schwager       | Chile | 1972      |
| Palestino           | Chile | 1973-1980 |
| Naval de Talcahuano | Chile | 1981-1984 |
| Palestino           | Chile | 1985      |

## Palmarés

### Torneos nacionales
| Título                    | Club      | País  | Año  |
| ------------------------- | --------- | ----- | ---- |
| Primera División de Chile | Colo Colo | Chile | 1970 |
| Copa Chile                | Palestino | Chile | 1975 |
| Copa Chile                | Palestino | Chile | 1977 |
| Primera División de Chile | Palestino | Chile | 1978 |